# Lista de álbuns número um na UK R&B Chart em 2012
Os álbuns número um na UK R&B Albums Chart em 2012 são divulgados através da tabela musical que classifica o desempenho de discos de género R&B no Reino Unido. É anunciada todos os domingos através da rádio BBC Radio 1, os dados são recolhidos pela The Official Charts Company, baseados nas vendas semanais físicas e digitais do género.

## Histórico
| Data             | Álbum                          | Artista(s)         | Melhor posição na UK Albums Chart | Referência(s) |
| ---------------- | ------------------------------ | ------------------ | --------------------------------- | ------------- |
| 7 de Janeiro     | Talk That Talk(1)              | Rihanna            | 1                                 | [ 1 ]         |
| 14 de Janeiro    | 4(1)                           | Beyoncé            | 1                                 | [ 2 ]         |
| 21 de Janeiro    | 4(1)                           | Beyoncé            | 1                                 | [ 3 ]         |
| 28 de Janeiro    | 4(1)                           | Beyoncé            | 1                                 | [ 4 ]         |
| 4 de Fevereiro   | Stereo Typical                 | Rizzle Kicks       | 5                                 | [ 5 ]         |
| 11 de Fevereiro  | Stereo Typical                 | Rizzle Kicks       | 5                                 | [ 6 ]         |
| 18 de Fevereiro  | Stereo Typical                 | Rizzle Kicks       | 5                                 | [ 7 ]         |
| 25 de Fevereiro  | The Ultimate Collection        | Whitney Houston    | 3                                 | [ 8 ]         |
| 3 de Março       | The Ultimate Collection        | Whitney Houston    | 3                                 | [ 9 ]         |
| 10 de Março      | Watch the Throne               | Jay-Z e Kanye West | 3                                 | [ 10 ]        |
| 17 de Março      | Watch the Throne               | Jay-Z e Kanye West | 3                                 | [ 11 ]        |
| 24 de Março      | One R&B                        | Vários artistas    | 4                                 | [ 12 ]        |
| 31 de Março      | Watch the Throne               | Jay-Z e Kanye West | 3                                 | [ 13 ]        |
| 7 de Abril       | Talk That Talk(1)              | Rihanna            | 1                                 | [ 14 ]        |
| 14 de Abril(2)   | Pink Friday: Roman Reloaded(1) | Nicki Minaj        | 1                                 | [ 15 ]        |
| 21 de Abril      | Pink Friday: Roman Reloaded(1) | Nicki Minaj        | 1                                 | [ 16 ]        |
| 28 de Abril      | Pink Friday: Roman Reloaded(1) | Nicki Minaj        | 1                                 | [ 17 ]        |
| 5 de Maio        | Pink Friday: Roman Reloaded(1) | Nicki Minaj        | 1                                 | [ 18 ]        |
| 12 de Maio       | Pink Friday: Roman Reloaded(1) | Nicki Minaj        | 1                                 | [ 19 ]        |
| 19 de Maio       | Strange Clouds                 | B.o.B              | 30                                | [ 20 ]        |
| 26 de Maio       | Talk That Talk(1)              | Rihanna            | 1                                 | [ 21 ]        |
| 2 de Junho       | Watch the Throne               | Jay-Z e Kanye West | 3                                 | [ 22 ]        |
| 9 de Junho       | Watch the Throne               | Jay-Z e Kanye West | 3                                 | [ 23 ]        |
| 16 de Junho      | Talk That Talk(1)              | Rihanna            | 1                                 | [ 24 ]        |
| 23 de Junho      | Looking 4 Myself               | Usher              | 2                                 | [ 25 ]        |
| 30 de Junho      | Looking 4 Myself               | Usher              | 2                                 | [ 26 ]        |
| 7 de Julho       | Watch the Throne               | Jay-Z e Kanye West | 3                                 | [ 27 ]        |
| 14 de Julho(2)   | Fortune(1)                     | Chris Brown        | 1                                 | [ 27 ]        |
| 21 de Julho      | Channel Orange                 | Frank Ocean        | 1                                 | [ 28 ]        |
| 28 de Julho      | Channel Orange                 | Frank Ocean        | 1                                 | [ 29 ]        |
| 4 de Agosto(2)   | Ill Manors(1)                  | Plan B             | 1                                 | [ 30 ]        |
| 11 de Agosto     | Ill Manors(1)                  | Plan B             | 1                                 | [ 31 ]        |
| 18 de Agosto     | R&B Summerjamz                 | Vários artistas    | 1                                 | [ 32 ]        |
| 25 de Agosto     | Ill Manors(1)                  | Plan B             | 1                                 | [ 33 ]        |
| 1 de Setembro    | Chapter 5                      | Trey Songz         | 10                                | [ 34 ]        |
| 8 de Setembro    | Ill Manors(1)                  | Plan B             | 1                                 | [ 35 ]        |
| 15 de Setembro   | Ill Manors(1)                  | Plan B             | 1                                 | [ 36 ]        |
| 22 de Setembro   | Ill Manors(1)                  | Plan B             | 1                                 | [ 37 ]        |
| 29 de Setembro   | Ill Manors(1)                  | Plan B             | 1                                 | [ 38 ]        |
| 6 de Outubro     | Ill Manors(1)                  | Plan B             | 1                                 | [ 39 ]        |
| 13 de Outubro    | Ill Manors(1)                  | Plan B             | 1                                 | [ 40 ]        |
| 20 de Outubro    | Ill Manors(1)                  | Plan B             | 1                                 | [ 41 ]        |
| 27 de Outubro    | Ill Manors(1)                  | Plan B             | 1                                 | [ 42 ]        |
| 3 de Novembro    | Bad Intentions                 | Dappy              | 6                                 | [ 43 ]        |
| 10 de Novembro   | Electronic Earth               | Labrinth           | 2                                 | [ 44 ]        |
| 17 de Novembro   | Evolution                      | JLS                | 3                                 | [ 45 ]        |
| 24 de Novembro   | Evolution                      | JLS                | 3                                 | [ 46 ]        |
| 1 de Dezembro(2) | Unapologetic(1)                | Rihanna            | 1                                 | [ 47 ]        |
| 8 de Dezembro    | Unapologetic(1)                | Rihanna            | 1                                 | [ 48 ]        |
| 15 de Dezembro   | Unapologetic(1)                | Rihanna            | 1                                 | [ 49 ]        |
| 22 de Dezembro   | Unapologetic(1)                | Rihanna            | 1                                 | [ 50 ]        |
| 29 de Dezembro   | Unapologetic(1)                | Rihanna            | 1                                 | [ 51 ]        |

Notas
- Nota 1:  O álbum também alcançou a primeira posição na UK Albums Chart.
- Nota 2:  O álbum ficou na primeira posição simultaneamente no UK Albums Chart.